# Eriocoelum
Eriocoelum é um género botânico pertencente à família Sapindaceae.